# Dizi (langue)
Le dizi ou dizin ou maji est une langue afro-asiatique de la branche des langues omotiques parlée dans le Sud-Ouest de l'Éthiopie, autour de la ville de Maji.

## Classification
Le dizi est classé parmi les langues omotiques. Celles-ci sont considérées par certains linguistes comme étant une branche des langues afro-asiatiques. Une vue plus traditionnelle les considère comme le groupe occidental du couchitique.
La langue est classée par Bender (2000) dans le groupe des langues dizoïdes, avec le nayi et le sheko.

## Phonologie
Les tableaux montrent les phonèmes du dizi : les consonnes et les voyelles.

### Voyelles
|         | Antérieure    | Centrale      | Postérieure   |
| ------- | ------------- | ------------- | ------------- |
| Fermée  | i [i] ii [iː] |               | u [u] uu [uː] |
| Moyenne | e [e] ee [eː] | ä [ə]         | o [o] oo [oː] |
| Ouverte |               | a [a] aa [aː] |               |

### Consonnes
Les consonnes rétroflexes ne se trouvent, en dizi, que dans le dialecte jaba.
|               |               | Bilabiales | Alvéolaires | Alvéolaires | Rétrofl.  | Dorsales | Dorsales | Glottales |
| ------------- | ------------- | ---------- | ----------- | ----------- | --------- | -------- | -------- | --------- |
| Centrales     | Latérales     | Bilabiales | Palatale    | Vélaires    | Rétrofl.  |          |          | Glottales |
| Occlusives    | Sourde        | p [p]      | t [t]       |             |           |          | k [k]    |           |
| Occlusives    | Glottalisée   |            | tʼ [tʼ]     |             |           |          | kʼ [kʼ]  |           |
| Occlusives    | Sourde        | b [b]      | d [d]       |             |           |          | g [g]    |           |
| Fricatives    | sourde        | f [f]      | s [s]       |             | ʂ [ʂ]     | š [ʃ]    |          | h [h]     |
| Fricatives    | Sonore        |            | z [z]       |             | ʐ [ʐ]     | ž [ʒ]    |          |           |
| Affriquées    | Sourde        |            | ts [t͡s]     |             | tʂ [t͡ʂ]   | č [ t͡ʃ ] |          |           |
| Affriquées    | Glottalisée   |            | tsʼ [t͡sʼ]   |             | tʂʼ [t͡ʂʼ] | čʼ [t͡ʃʼ] |          |           |
| Liquides      | Liquides      |            | r [r]       | l [l]       |           |          |          |           |
| Nasales       | Nasales       | m [m]      | n [n]       |             |           |          |          |           |
| Semi-voyelles | Semi-voyelles | w [w]      |             |             |           | y [j]    |          |           |

## Sources
- (en) Bender, Lionel M., Comparative Morphology of the Omotic Languages, Lincom Studies in African Linguistics 19, Munich, Lincom Europa, 2000,  (ISBN 3-89586-251-7)